# Atmozostis hilda
Atmozostis hilda är en fjärilsart som beskrevs av Edward Meyrick 1932. Atmozostis hilda ingår som enda art i släktet Atmozostis. Släktet tillhör familjen gräsmalar, Elachistidae. Inga underarter finns listade i Catalogue of Life.